# 揚特萊 (阿拉巴馬州)
掦特萊（英語：Yantley）是一個位於美國阿拉巴馬州喬克托縣的非建制地區。該地的面積和人口皆未知。

## 地理
掦特萊的座標為32°14′46″N 88°22′46″W / 32.24611°N 88.37944°W，而該地最高點為海拔高度85米（即279英尺）。